# Marylin Harris
Marilyn Harris est une actrice américaine née le 19 août 1924 et morte le 1er décembre 1999.

## Filmographie partielle
- 1931 : La Piste des géants : la fille d'un pionnier.
- 1931 : Frankenstein de James Whale : Little Maria
- 1935 : La Fiancée de Frankenstein (Bride of Frankenstein) de James Whale (non créditée)
- 1936 : Show Boat de James Whale
- 1937 : Après (The Road Back) de James Whale
- 1943 : Young Ideas de Jules Dassin
- 1944 : L'amour cherche un toit (Standing Room Only) de Sidney Lanfield